# Stomiopera
Stomiopera es un género de aves paseriformes perteneciente a la familia Meliphagidae. Sus miembros son nativos de Australia, y anteriormente se clasificaban en el género Lichenostomus. 

## Taxonomía
El género Stomiopera fue restaurado a raíz de un análisis filogenético publicado en 2011 que demostró que Lichenostomus era polifilético, por lo que fue escindido en varios géneros.
El género contiene dos especies:
- Stomiopera unicolor - mielero unicolor;
- Stomiopera flava - mielero amarillo.

El nombre Stomiopera fue acuñado por el naturalista alemán Ludwig Reichenbach en 1852. El nombre del género es la combinación de las palabras griegas stomion que significa «bocado» y pēra que significa «bolsa, cartera».